# Campeonato Profesional 1950
Il Campeonato Profesional 1950 fu la 3ª edizione della massima serie del campionato colombiano di calcio, e fu vinta dal Deportes Caldas.

## Avvenimenti
Secondo anno del cosiddetto El Dorado. Alle 14 formazioni dell'edizione precedente s'aggiunsero Sporting Barranquilla e Cúcuta. La schiera degli arbitri fu integrata da alcuni direttori di gara britannici: Stanley Isom, Albert Storey, Sidney Breuer, Thomas Punder e Berthie Hancock. Il 17 marzo la DIMAYOR introdusse nuove regole: tutte le squadre dovevano riportare i numeri di maglia; tutti i campi da gioco dovevano essere correttamente delimitati dalle strisce bianche regolamentari; gli orari delle partite dovevano essere rispettati; e infine, gli arbitri dovevano ricevere un rimborso spese per il viaggio pari a 60 pesos. Il 1º luglio si assistette al pareggio tra Huracán e América con il risultato di 6-6: questo punteggio rappresenta il primato colombiano per numero di gol realizzati in una gara terminata in parità. Il capocannoniere della manifestazione fu l'ala sinistra Casimiro Ávalos, paraguaiano, del Deportivo Pereira.

## Partecipanti
- América de Cali
- Atlético Bucaramanga
- Atlético Junior
- Atlético Municipal
- Boca Juniors de Cali
- Cúcuta Deportivo
- Deportes Caldas
- Deportivo Cali
- Deportivo Pereira
- Huracán de Medellín
- Independiente Medellín
- Millonarios
- Once Deportivo
- Santa Fe
- Sporting Barranquilla
- U. Nacional de Colombia

## Classifica finale
|                     | Pos. | Squadra                 | Pt | G  | V  | N | P  | GF | GS | DR  |
| ------------------- | ---- | ----------------------- | -- | -- | -- | - | -- | -- | -- | --- |
| Colombia (bandiera) | 1.   | Deportes Caldas         | 45 | 30 | 20 | 5 | 5  | 91 | 48 | +43 |
|                     | 2.   | Millonarios             | 43 | 30 | 17 | 9 | 4  | 68 | 41 | +27 |
|                     | 3.   | Deportivo Cali          | 41 | 30 | 18 | 5 | 7  | 73 | 48 | +25 |
|                     | 4.   | Independiente Medellín  | 34 | 30 | 15 | 4 | 11 | 60 | 45 | +15 |
|                     | 5.   | Cúcuta Deportivo        | 33 | 30 | 15 | 3 | 12 | 61 | 56 | +5  |
|                     | 6.   | Atlético Bucaramanga    | 32 | 30 | 13 | 6 | 11 | 51 | 46 | +5  |
|                     | 7.   | Boca Juniors de Cali    | 32 | 30 | 12 | 8 | 10 | 79 | 60 | +18 |
|                     | 8.   | Santa Fe                | 32 | 30 | 12 | 8 | 10 | 67 | 59 | +8  |
|                     | 9.   | Atlético Junior         | 31 | 30 | 12 | 7 | 11 | 52 | 57 | -5  |
|                     | 10.  | América de Cali         | 30 | 30 | 11 | 8 | 11 | 62 | 64 | -2  |
|                     | 11.  | Sporting Barranquilla   | 28 | 30 | 10 | 8 | 12 | 70 | 79 | -9  |
|                     | 12.  | U. Nacional de Colombia | 23 | 30 | 9  | 5 | 16 | 55 | 74 | -19 |
|                     | 13.  | Deportivo Pereira       | 23 | 30 | 7  | 9 | 14 | 62 | 79 | -17 |
|                     | 14.  | Huracán de Medellín     | 20 | 30 | 7  | 6 | 17 | 57 | 96 | -39 |
|                     | 15.  | Atlético Municipal      | 16 | 30 | 6  | 4 | 20 | 55 | 79 | -24 |
|                     | 16.  | Once Deportivo          | 16 | 30 | 4  | 8 | 18 | 44 | 75 | -31 |

Legenda:
         Campione di Colombia 1950
Note:
Due punti a vittoria, uno a pareggio, zero a sconfitta.

## Statistiche

### Primati stagionali
Record
- Maggior numero di vittorie: Deportes Caldas (20)
- Minor numero di sconfitte: Millonarios (4)
- Miglior attacco: Deportes Caldas (91 reti fatte)
- Miglior difesa: Millonarios (41 reti subite)
- Miglior differenza reti: Deportes Caldas (+43)
- Maggior numero di pareggi: Millonarios (9)
- Minor numero di vittorie: Once Deportivo (4)
- Maggior numero di sconfitte: Atlético Municipal (20)
- Peggiore attacco: Once Deportivo (44 reti fatte)
- Peggior difesa: Huracán (96 reti subite)
- Peggior differenza reti: Huracán (-39)
- Partita con più reti: Huracán-América 6-6

### Classifica marcatori
| Gol |  |  | Giocatore          | Squadra              |
| --- |  |  | ------------------ | -------------------- |
| 27  |  |  | Casimiro Ávalos    | Deportivo Pereira    |
| 24  |  |  | Julio Ávila        | Deportes Caldas      |
| 23  |  |  | Alfredo Di Stéfano | Millonarios          |
| 21  |  |  | Alejandro Genes    | Boca Juniors de Cali |
| 21  |  |  | Fernando Walter    | Deportivo Cali       |
| 20  |  |  | Ramón Villaverde   | Cúcuta Deportivo     |
| 19  |  |  | Carlos Arango      | Deportes Caldas      |